# Lamharza Essahel
Lamharza Essahel (en àrab لمهارزة الساحل, Lamhārza as-Sāḥil; en amazic ⵍⵎⵀⴰⵔⵣⴰ ⵏ ⵙⴰⵃⵍ) és una comuna rural de la província d'El Jadida, a la regió de Casablanca-Settat, al Marroc. Segons el cens de 2014 tenia una població total de 17.766 persones.